# Културни центар Руменка
Културни центар Руменка је једна од установа културе и образовања у Новом Саду. Налази се у улици Ослобођења бр. 26 у Руменци.

## Историјат
Установа за културу Културни центар Руменка је основана 2017. године са циљем организовања и унапређења културног живота Руменке кроз организовање и промовисање културних и уметничких програма и промовисање културног наслеђа. Оснивач је Град Нови Сад, а дугорочни циљ оснивања је да се обезбеди квалитетан и разноврстан програм усмерен на реализацији разноврсних културних активности намењених припадницима свих националних заједница које живе у Руменци, као и свим узрасним категоријама. Примарни циљ је побољшање и унапређење културног, васпитно–образовног, као и друштвеног живота становника Руменке обухватајући све старосне групе становника места и осталих посетилаца. Баве се извођачком уметношћу и другим уметничким делатностима у оквиру извођачке делатности, уметничким стваралаштвом и радом уметничких установа, делатношћу музеја, галерија и збирки, уметничким и осталим образовањем, издавањем часописа и периодичних издања, као и осталом издавачком делатношћу и делатношћу приказивања кинематографских дела и осталом забавном и рекреативном делатношћу. У оквиру установе реализују драмску и рецитаторску секцију за школску и предшколску децу, радионице енглеског језика за школску децу, секцију за овладавање техником декупажа за жене и децу, секцију за неговање мултикултуралне традиције места са калиграфијом, музичко–плесну секцију, секцију учења руског језика и књижевне вечери. Организују фестивал „Верујете ли у бајке”, Пролећне дечије радости, Културно лето у Руменци и Зимске дане културе.